# Sturisomatichthys frenatum
Sturisomatichthys frenatus, Sturisoma frenatum
Espèce
Synonymes
- Loricaria frenata Boulenger, 1902[1]
- Sturisoma frenatum (Boulenger, 1902)[1]
- Sturisomatichthys frenatus (Boulenger, 1902)[1]

Sturisomatichthys frenatum est une espèce de poissons-chats d'eau douce de la famille des Loricariidae endémique de l'Équateur, où il vit dans les rivières.

## Systématique
L'espèce Sturisomatichthys frenatum a été initialement décrite en 1902 par le zoologiste belge naturalisé britannique George Albert Boulenger (1858-1937) sous le protonyme de Loricaria frenata,.
Certains sources, dont l’ITIS, continuent de classer cette espèce sous le taxon Sturisoma frenatum. De même que l'on trouve également la graphie Sturisomatichthys frenatus.

## Mode de vie
Il a un mode de vie benthique et est, à l'instar des autres Loricariidae, principalement détritivore.  

## Morphologie
Sturisomatichthys frenatum peut mesurer jusqu'à 24 cm, sans la nageoire caudale, pour les mâles. À l'instar des autres membres de la famille des Loricariidae, il présente une forme effilée, deux nageoires pectorales, une nageoire caudale et une nageoire dorsale. Il possède également une bouche en forme de ventouse. 

## Reproduction
On en sait peu sur les particularités du mode de reproduction de Sturisomatichthys frenatum.

## Pêche
Sturisomatichthys frenatum, bien que non menacé par une exploitation de pêche dans l'optique de consommation, est en danger critique d’extinction, en raison d'une répartition extrêmement limitée (moins de 10 km2), ainsi qu'une pollution de son habitat par des activités humaines comme l'agriculture ou la recherche d'or.

## Étymologie
Son épithète spécifique, du latin frenatus, « bridé », fait probablement référence à la bande de poils courts ressemblant à des cheveux de chaque côté de la tête des mâles et présente de la gueule à la fente branchiale.

## Publication originale
- (en) G. A. Boulenger, « Descriptions of two new fishes of the genus Loricaria from North-western Ecuador », Annals and Magazine of Natural History, Londres, Taylor & Francis, vol. 9, no 49,‎ janvier 1902, p. 69–71 (ISSN 0374-5481, OCLC 1481361, DOI 10.1080/00222930208678543, lire en ligne).